# KOM-systemet
KOM-systemet vid det dåvarande Stockholms Datamaskincentral, QZ, var Sveriges första BBS. Tusentals datoranvändare över hela Sverige kunde diskutera med varandra och utbyta erfarenheter. Det startades 1978 och hade sin höjdpunkt 1987 med omkring 2 000 användare, och togs ur drift 1990.
KOM-systemet utvecklades av Torgny Tholerus och Jacob Palme och drevs av den dåvarande universitetsdatacentralen i Stockholm, QZ.

## Bakgrund
År 1972 kom Torgny Tholerus i kontakt med Jacob Palme på Försvarets forskningsanstalt (FOA). De var båda intresserade av hur teknik kunde möjliggöra att människor kunde kommunicera och byta information med varandra. När FOA skulle utlokaliseras ansåg Palme att det skulle behövas ett system för att koppla ihop de olika avdelningarna som låg i sex olika städer i landet. Genom Tomas Ohlin köpte FOA då in det amerikanska forumverktyget Forum Planet, som var ett av de första i sitt slag. Torgny Tholerus, som vid den tiden arbetade på datalogilaboratoriet i Uppsala, fick i uppdrag att översätta systemet. År 1976 började Torgny Tholerus programmera för försvarets räkning och resultatet blev KOM-systemet som stod klart 1978. Det var ett av världens allra första sociala nätverk och det allra första i Sverige. Systemet var till för de anställda på FOA och fungerade som ett intranät där allt möjligt diskuterades.
Datorn som de körde KOM-systemet på kallades Oden och bestod av 5–10 jättelika plåtskåp, räknekapaciteten var enligt Palme ungefär en tusendel av vad en vanlig persondator har i dag.
Jacob Palme och Björn Carlsson utvecklade 1982 en koppling mellan KOM och det amerikanska Mailnet, som var en brygga för universitet att koppla sig till Internets föregångare Arpanet. Genom denna koppling kunde användare av KOM i Sverige utväxla e-post med Arpanet och delta i diskussionsgrupper via s.k. mailinglistor i Arpanet. Detta torde ha varit en av de allra första svenska kopplingarna till Internet. Det fann inte någon egen uppkoppling och kommunikationen rymmer enbart e-post.
Under 1980-talet växte KOM-systemet mycket. De FOA-anställda blev med tiden i minoritet och 1987 var antalet användare 2 000 stycken. I samma veva spådde Torgny Tholerus att 1995 skulle systemet ha 4 miljoner svenska användare, något som aldrig slog in eftersom internet istället kom att dominera.
Torgny Tholerus skrev senare nya versioner av KOM-systemet: SuperKOM och KOM95 som hade ett grafiskt gränssnitt. Han utvecklade också ett forumsystem som var inbyggd i webbsajten Web4health. Web4health fick många användare, ca en miljon besökare per månad, men dessa besök intresserade sig för informationen om psykologi, inte det inbyggda forum-systemet.

## Uppmärksamhet
Datainspektionen hade synpunkter på upplägget med ett helt fritt forum och förbjöd KOM-systemet från att avhandla ämnena hälsa och religion. Något man lovade, men i praktiken inte höll.
KOM förekom först i media (som "FOAs hemliga databank QZ") när Aftonbladets datareporter Lars Olsson 1983 greps och dömdes till böter för dataintrång efter att ha hyrt ett par 17-åringar som skulle försöka bryta sig in på FOA och QZ i ett försök att följa filmen War Games som just haft Sverigepremiär.
En annan händelse som satt spår var när framtidsforskaren och samhällsdebattören Eskil Block 1988 polisanmäldes och sedermera dömdes för förtal av dokumentärfilmaren Maj Wechselmann, till böter, på grund av inlägg som hade gjorts på KOM-systemet 1985. I inläggen påstod han att Wechselmann var en sovjetisk spion. Wechselmann gjordes uppmärksam på texterna av en annan KOM-användare. Tingsrätten konstaterade att KOM-systemet var en relativt ny form “för utbyte av tankar och upplysningar inför en större krets människor”, och fastslog vidare att den ej omfattas “av någon särskild rättslig reglering”. Block blev därmed den första i Sverige att ställas till svars för uppgifter spridda genom ett elektroniskt medium. Fallet ledde sedan vidare till diskussioner om en ny lag, för att reglera tonen på internet, och 1998 infördes lagen om elektroniska anslagstavlor, den så kallade BBS-lagen.